# Dikoro
Dikoro  (ou Ile Dikoro) est un village du Cameroun situé dans le département de la Meme et la Région du Sud-Ouest. Il fait partie de la commune de Konye.

## Population
Le village comptait 302 habitants en 1967, pour la plupart des Mbonge, du groupe Oroko. Il était alors constitué de deux quartiers, Ile et Dikoro. 
Lors du recensement de 2005, la population s'élevait à 231 personnes.